# Daniel Templon
Daniel Templon (* 19. Februar 1945 in Frankreich) ist ein französischer Galerist und Kunsthändler, dessen Galerie in Paris  sich der Modernen Kunst widmet.

## Wirken
Bereits im Jahre 1966, im Alter von 21 Jahren, eröffnete Templon in einem Kellergewölbe in der Pariser Rue Bonaparte auf 40 m² seine erste Galerie. Dort stellte er französische Avantgarde-Künstler wie Christian Boltanski, Ben oder Martin Barré aus und stellte ausländische Künstler wie Carl Andre, Donald Judd, Manfred Mohr, Clay Ketter, Dan Flavin, George Brecht, Wolf Vostell und Sol LeWitt dem französischen Publikum vor. Die 4. documenta 1968 wurde für ihn zum ästhetischen Schlüsselerlebnis. 1972 reiste er erstmals in die USA und wurde europäischer Partner von Leo Castelli.
Mit Catherine Millet gründete Templon 1972 die Zeitschrift für Gegenwartskunst art press. Im gleichen Jahr zog er in eine stillgelegte Hutfabrik in der Rue Beaubourg als erste Galerie ins Marais. 1986 gründete er eine weitere Kunstzeitschrift Artstudio. In den Jahren von 1989 bis 1993 betrieb er im Süden Frankreichs, in Fréjus, eine 
Kunststiftung.
Zu den von Templon vertretenen Künstlern gehörten z. B. Arman, Daniel Buren und Jean-Marc Bustamante. In enger Zusammenarbeit mit dem New Yorker Kunsthaus Leo Castelli konnte Templon in den Folgejahren bedeutende US-amerikanische Künstler in Europa bekannt machen. Dazu gehören unter anderen Jean-Michel Basquiat, James Rosenquist, Roy Lichtenstein und Frank Stella. Heute vertritt er neben anderen europäischen Künstlern Valerio Adami, Oda Jaune und Norbert Bisky sowie US-Amerikaner wie Larry Bell.

## Ehrungen und Auszeichnungen
- 2006: Ritter der Ehrenlegion

## Ausstellungen (Auswahl)
- 2013: David LaChapelle Still Life